# La Zarra
Fatima Zahra Hafdi (Montreal, Canadá; 25 de agosto de 1988), conocida artísticamente como La Zarra, es una cantante canadiense residente en Francia y principalmente popular en ese país. En enero de 2023, fue anunciada como la representante de Francia en el Festival de la Canción de Eurovisión 2023, celebrado en Liverpool, Reino Unido.

## Biografía
Hafdi nació en Montreal, Canadá, de padres francocanadienses de ascendencia marroquí. Durante su infancia, vivió entre Montreal y Longueuil, donde finalmente se instaló su familia. Saltó a la fama en 2016, cuando lanzó su sencillo debut "Printemps blanc", en colaboración con el rapero francés Niro.
En 2021, aumentó su fama con el sencillo "Tu t'en iras", que se transmitía regularmente en radio y televisión. El sencillo recibió el certificado de platino por Syndicat National de l'Édition Phonographique (SNEP). En el mismo año, La Zarra fue nominada a los NRJ Music Awards, los principales premios de la música francesa, como revelación francófona del año, impulsada en parte por el éxito de su álbum debut Traîtrise .
El 12 de enero de 2023, fue elegida por France Télévisions para representar a Francia en el Festival de la Canción de Eurovisión 2023, convirtiéndose en la segunda cantante canadiense en representar al país después de Natasha St-Pier en 2001.

## Discografía

### Álbumes de estudio
| Título    | Detalles del EP                                                       | Posiciones más altas |
| Título    | Detalles del EP                                                       | FRA                  |
| --------- | --------------------------------------------------------------------- | -------------------- |
| TraÎtrise | - Lanzamiento: 3 de diciembre de 2021 - Discográfica: Polydor Records | 82                   |

### Sencillos

#### Como artista principal
| Título                    | Año  | Posiciones más altas | Certificaciones | Álbum     |
| Título                    | Año  | FRA                  | Certificaciones | Álbum     |
| ------------------------- | ---- | -------------------- | --------------- | --------- |
| "À l'ammoniaque/Mon dieu" | 2020 | —                    |                 | Sin álbum |
| "Printemps blanc"         | 2021 | —                    |                 | Sin álbum |
| "Tirer un trait"          | 2021 | —                    |                 | Sin álbum |
| "Tu t'en iras"            | 2021 | 75                   | - FRA: Platino  | Traitrise |
| "TFTF"                    | 2021 | —                    |                 | Traitrise |
| "Santa baby"              | 2021 | —                    |                 | Sin álbum |
| "Sans moi"                | 2022 | —                    |                 | Traitrise |
| "Évidemment"              | 2023 | —                    |                 | TBA       |

#### Como colaboradora
| Título                                                  | Año  | Posiciones pico en el gráfico | Certificaciones | Álbum                   |
| Título                                                  | Año  | FRA                           | Certificaciones | Álbum                   |
| ------------------------------------------------------- | ---- | ----------------------------- | --------------- | ----------------------- |
| "Printemps blanc" (Niro featuring La Zarra)             | 2016 | —                             |                 | Sin álbum               |
| "Les amants de la colline" (Slimane featuring La Zarra) | 2022 | —                             |                 | Chroniques d'un Cupidon |

## Premios y nominaciones
| Año  | Título                     | Premio                              | Obra nominada | Resultado | Ref.   |
| ---- | -------------------------- | ----------------------------------- | ------------- | --------- | ------ |
| 2021 | 23 ° Premios de Música NRJ | Artista femenina francófona del año | Ella misma    | Nominada  | [ 8 ]  |
| 2022 | 44 Premios Félix           | Revelación del año                  | Ella misma    | Nominada  | [ 9 ]  |
| 2022 | 33 Premios SOCAN           | Revelación del año                  | Ella misma    | Ganadora  | [ 10 ] |